# Quemusia cordillera
Quemusia cordillera là một loài nhện trong họ Amphinectidae. Loài này phân bố ở Nieuw-Zuid-Wales.